# Società Sportiva Robur Siena
A Robur Siena Società Sportiva Dilettantistica é um clube italiano de futebol da cidade de Siena. Em 15 de julho de 2014, por conta das dívidas acumuladas, os bianconeri, na época com o nome de Associazione Calcio Siena, tiveram que declarar falência. Como punição, a equipe teve que ser refundada, adotando o nome atual. Além disso, foram rebaixados da Serie B para a Serie D, que  corresponde à quarta divisão italiana.

## Títulos
| Nacionais | Nacionais                     | Nacionais | Nacionais  |
|           | Competição                    | Títulos   | Temporadas |
| --------- | ----------------------------- | --------- | ---------- |
|           | Campeonato Italiano - Série B | 1         | 2002–2003  |
| Itália    | Supercoppa di Serie C         | 1         | 1999–2000  |
| Itália    | IV Serie                      | 1         | 1955–1956  |
| Itália    | Serie D                       | 1         | 2014–2015  |

Competições interregionais
- Prima Divisione: 1934–1935[3] (Girone F; Girone Finale B)
- Serie C: 1937–1938(Girone D)
- Serie C1: 1999–2000

## Recordes Individuais
Recordistas de partidase os maiores artilheiro do Siena.
| - 368 Antonio Monguzzi - 350 Simone Vergassola - 289 Michele Mignani - 242 Gerardo Tosolini - 227 Stefano Argilli - 208 Andrea Pepi - 202 Lauro Toneatto - 201 Danilo Tosoni - 200 Emilio Ferranti |

| - 57 Eugenio Pazzaglia - 54 Emilio Ferranti - 50 Emanuele Calaiò - 49 Massimo Maccarone - 46 Luciano Renoldi - 40 Guglielmo Coppola - 34 Enrico Chiesa - 33 Armando Serlupini - 30 Santino Nuccio |

## Rivais
Seu maior adversário é a Fiorentina, com quem faz o Derby Guelfi-Ghibellini. Também rivaliza com Empoli e Livorno.

## Uniformes

### Uniformes dos jogadores
- Primeiro uniforme : Camisa branca com listras pretas, calção e meias brancas;
- Segundo uniforme : Camisa amarela, calção e meias amarelas;
- Terceiro uniforme : Camisa azul, calção e meias azuis;
- Quarto uniforme : Camisa preta, calção e meias brancas.

| Primeiro uniforme | Segundo uniforme | Terceiro uniforme | Quarto uniforme |  |

### Uniformes dos goleiros
- Camisa prateada, calção e meias pretas.
- Camisa azul, calção e meias azuis.

| Cores do Time · Cores do Time · Cores do Time · Cores do Time · Cores do Time | Cores do Time · Cores do Time · Cores do Time · Cores do Time · Cores do Time |

### Uniformes anteriores
- 2010-11

| Primeiro | Segundo | Terceiro |

- 2009-10

| Primeiro | Segundo | Terceiro |